# Рассадин, Сергей Евгеньевич
Сергей Евгеньевич Рассадин  (30 июля 1958, Гомель, БССР —  2 июля 2017) — белорусский историк, археолог, источниковед, геральдист; доктор исторических наук, профессор.

## Биография
В 1981 году окончил историко-филологический факультет Гомельского государственного университета. Обучался в аспирантуре Института истории Академии наук БССР (1981—1984). На формирование исторического мировоззрения наибольшее влияние оказали Л. Н. Гумилёв, Э. М. Загорульский, Г. Коссинна, А. Г. Митрофанов, Х. Ортега-и-Гассет, В. И. Сычёв.
В 1990 году защитил кандидатскую диссертацию «Милоградская культура (актуальные проблемы исследования)», научный руководитель — профессор Л. Д. Поболь. В 1999 году защитил докторскую диссертацию «Племена и народы „заскифского“ Севера и Северо-Востока». Доцент (2005). Младший научный сотрудник, научный сотрудник, старший научный сотрудник Института истории АН БССР; главный специалист, начальник отдела Комитета по архивам и делопроизводству при Совете министров Республики Беларусь.
С 2002 года — профессор кафедры истории Беларуси и политологии Белорусского государственного технологического университета. Член Геральдического совета при Президенте Республики Беларусь (2002—2012). Стипендиат Германского археологического института (2007). Научные интересы: археология; древняя, средневековая, новая история; геральдика. Автор более 300 работ. Организовал и возглавлял Лавришевские археологические экспедиции.

## Критика
В рецензии на работу С. Рассадина «Истоки государственной символики Беларуси» (Минск, 2014) белорусский геральдист, издатель журнала «Герольд Litherland», кандидат исторических наук А. И. Шаланда негативно оценивает данную работу и приходит к выводу, что она не решает связанных с заявленной темой научных проблем, написана на сомнительных методологических основах, свидетельствует о непонимании автором предмета изучения по причине незнания им источников и историографии по теме, носит ярко выраженный публицистический и пропагандистский характер.

## Основные публикации
- Землі амаль невядомыя. Будучая Беларусь паводле антычных манускрыптаў. Минск, 1996. (бел.)
- Племена и народы «заскифского» Северо-Востока. Мн., 1999.
- Северные соседи Великой Скифии. Мн., 2005.
- Милоградская культура: ареал, хронология, этнос. Мн., 2005.
- Гербы і сцягі гарадоў і раёнаў Беларусі. Мн., 2005 (в соавторстве с А. Н. Михальченко). (бел.)
- Духоўная культура старажытнай Беларусі. Мн., 2005. (бел.)
- Первые славяне. Славяногенез. Мн., 2009.
- Гербовый привилей 1643 г. на магдебургию городу Казимежу в старостве Бобруйском // Беларускі археаграфічны штогоднік. — Минск, 2001. — Вып. 2. — С. 215—223.
- Между Альпами и Океаном: венеты — «другие германцы»? // Гістарычна-археалагічны зборнік. — 2002. — № 17.
- Славяне и кочевники на Дунае между 469 и 568 гг. // Гістарычна-археалагічны зборнік. 2003. № 18.
- Древнегерманские элементы в именослове раннего славянства IV—VI столетий после Рождества Христова // Материалы по археологии Беларуси. 2003. № 8.
- Два Ильдигиза и один эпизод истории лангобардов // Гістарычна-археалагічны зборнік. 2004. № 19.
- Гербы трох вялікіх княстваў // Материалы по археологии Беларуси. 2006. № 11. (бел.)
- Аб пісьмовых крыніцах пра гістарычныя пачаткі сучаснага Светлагорска // Шацілкаўскія чытанні: матэрыялы ІІ гісторыка-краязнаўчай канферэнцыі (да 450-годдзя Шацілак) у Светлагорску, 16 красавіка 2010 г. — Светлагорск, 2011, с. 23—37. (бел.)
- Истоки государственной символики Беларуси. Мн.: Беларусь, 2014. 112 с